# 1242

## Догађаји
- 5. април — У бици на залеђеном Чудском језеру, Руси под командом новгородског кнеза Александра Невског су поразили тевтонске витезове.
- Википедија:Непознат датум — Монголска инвазија Балкана (1241—1242) Монголи пролазе кроз Србију палећи је и пљачкајући.

### Јул
- 21. јул — Луј IX је у бици код Тајбура окончао побуну својих вазала Хенрија III и Хјуа X Лизињана.

### Децембар
- Википедија:Непознат датум — Бату-кан основао Златну хорду са седиштем у Сарају.
- Википедија:Непознат датум — Сплитско-трогирски рат